# Thaumetopoea solitaria
Thaumetopoea solitaria is een vlinder uit de familie tandvlinders (Notodontidae). De wetenschappelijke naam is voor het eerst geldig gepubliceerd in 1838 door  Freyer.
De soort komt voor in Europa.